# 다빈치 코드
《다빈치 코드》(영어: The Da Vinci Code)는 미국의 소설가 댄 브라운이 2003년에 쓴 미스터리 추리 소설이다.
그리고 보드게임도 발매중이다.

## 개요
오컬트의 상징학에 관해 참고하기 좋다. 기호학자 로버트 랭던이 파리의 루브르 박물관에서 벌어진 살인 사건을 조사하면서 시온 수도회와 오푸스 데이가 나사렛 예수 그리스도가 마리아 막달레나와 결혼하여 아이를 가졌다는 사실을 두고 벌이는 사투를 추적하는 이야기를 다루고 있다.
소설의 제목은 살인 사건의 피해자가 남긴 메시지들을 말하는 것으로, 살인 사건의 피해자는 발견 당시 루브르의 드농관에서 벌거벗은 채로 레오나르도 다 빈치의 인체비례도 모습을 한 채 죽어있었고, 몸 옆에 수수께끼의 메시지와 함께 자신의 피로 배에 별 문양을 그려놓았다.

## 논란
이 소설은 성배 전설과 마리아 막달레나의 역할에 대한 진실을 추측하는 내용으로 대중에게 큰 관심을 불러 일으켰다. 그러나 로마 가톨릭 교회가 부정적으로 묘사되었기 때문에 여러 기독교 교파로부터 비난을 받았으며, 왜곡된 역사적, 과학적 사실에 대해서도 많은 비판을 받았다.
《다빈치 코드》는 세계적인 베스트셀러로, 2006년 5월까지 6050만 부가 발행되었고, 44개의 언어로 번역되었다. 대한민국에서는 최장기 베스트셀러 1위 기록을 가지고 있다. 조직의 음모를 밝히는 스릴러 장르로, 댄 브라운이 2000년에 출간했던 《천사와 악마》에 이어 로버트 랭던이 등장하는 두 번째 소설이다. 2004년 11월 랜덤 하우스는 160개의 삽화가 포함된 스페셜 일러스트 에디션을 출간하였다. 2006년에는 소니픽처스가 판권을 구입하여 톰 행크스를 주연으로 동명의 영화로 개봉하였다.

## 줄거리
하버드 대학의 기호학 교수 로버트 랭던은 파리에 세미나를 위해 왔다가 우연찮게 루브르 박물관에서 일어난 살인사건에 휘말리게 된다. 경찰에 범인으로 의심받게 된 랭던은 피해자인 박물관 학예사의 손녀 소피 느뵈와 함께 거대한 비밀을 파헤치기 위한 여정을 시작한다. 하지만 그들을 향해 비밀 조직과 경찰의 추적은 점점 거리를 좁혀오는데..

## 등장인물
- 로버트 랭던 (Professor Robert Langdon) : 하버드 대학의 기호학 교수로 소니에르의 요청으로 파리를 방문했다가 뜻하지 않게 소니에르 살인사건에 휘말려 거대한 비밀을 추적하게 된다.
- 소피 느뵈 (Sophie Neveu) : 살인 사건의 피해자 자크 소니에르의 손녀로 랭던과 함께 거대한 비밀을 파헤치기 위한 여정을 시작한다.
- 브쥐 파슈 국장 (Captain Bezu Fache) : 파리 경찰국의 국장으로 살인 피해자의 다잉 메시지를 보고 랭던을 의심하여 추적하게 되어 랭던을 쫓아 영국 켄트와 런던까지 추적하지만 마지막에 랭던이 진범이 아님을 인정한다.
- 레이 티빙 경 (Sir Leigh Teabing) : 랭던 일행을 도와주는 영국 출신의 학자로 엘리자베스 2세로부터 기사 작위를 받고 상속을 받아 거부가 되었다. 프랑스 파리에 빌레트 성이라는 거대한 저택과 전용기 엘리자베스를 소유하고 있다. 그러나 그가 랭던 일행을 돕는 이유는 베일에 가려져 있고 마지막에 그가 성배와 예수의 비밀을 밝히려는 사일래스의 스승으로 밝혀지고 경찰에 체포된다.
- 레미 르갈뤼데크 (Rémy Legaludec) : 레이 티빙 경의 비서로 티빙 경, 사일래스와 함께 자작극을 꾸며 랭던 일행을 끌어들여 장미목 상자를 빼앗으려 한다. 마지막에 티빙 경의 명령을 어기고 신분을 누설시켜 조직의 위험에 처하게 하자 이에 불안을 느낀 티빙 경에게 독살당해 살해됨.
- 자크 소니에르 (Jacques Saunière Saint-Clair) : 소피 느뵈의 할아버지이자 루브르 박물관의 큐레이터로 성배의 비밀을 간직한 채 암살의 위협에 시달리다가 초반에 사일래스에게 살해당했다.
- 상드린 비에유 수녀 (Sister Sandrine Bieil) : 파리 생 쉴피스 성당의 수녀로 자크 소니에르와 그의 비서 3명과 함께 성배의 비밀을 간직하고 있는 사람들 중 하나다. 성배의 비밀을 찾아 습격한 사일래스에게 살해됨.
- 앙드레 베르네 (André Vernet) : 스위스 취리히의 안전금고 은행의 파리 지점장이자 자크 소니에르의 친구이다. 이전 소니에르가 성배의 비밀을 알려주는 장미목 상자를 그의 은행에 맡겼고 소니에르가 살해된 뒤 랭던과 소피가 장미목 상자를 되찾으려 오자 랭던 일행을 의심해 장미목 상자를 되찾으려고 함.
- 마누엘 아링가로사 주교 (Bishop Manuel Aringarosa) : 오푸스데이의 주교로 안도라 감옥의 탈옥범 사일래스를 도와주어 그를 사제와 레이 티빙의 제자로 삼는다. 막바지 사일래스가 실수로 쏜 총에 맞았다가 살아난다.
- 사일래스 (Silas) : 어릴 시절 아버지의 학대로 불행하게 지내다가 아버지를 살해한 뒤 프랑스로 도망쳐 강도, 소매치기, 살인 등을 저지르다가 안도라 감옥에 10년 넘게 수감되어 유령이라 불리며 멸시를 받음. 이후 피레네산맥에 일어난 지진으로 감옥이 무너지자 그 틈을 타 탈옥하여 마누엘 아링가로사 주교의 도움으로 사제가 된다. 아링가로사 주교의 명을 받아 자크 소니에르와 그와 관계된 사람들을 모두 살해하고 랭던 일행을 없애려 하고 있다. 마지막 런던에서 경찰이 추격해오자 도주하다가 실수로 아링가로사 주교를 총으로 쏘고 그가 죽은 줄 알고 절망과 비통에 빠져 공원에서 시체로 발견됨.

## 소송
- 2005년 다빈치 코드는 미국에서 표절 소송을 당했지만 현지 법정으로부터 무혐의 판결을 받았다. 소설 '신의 딸'을 쓴 루이스 퍼듀는 자신의 작품을 모방했다며 '다빈치 코드' 작가와 출판사를 상대로 1억5000만 달러의 배상금 청구 소송을 제기했지만 패소했다.
- 2006년 4월 7일 성혈과 성배의 공동 저자는 다빈치 코드의 작가 댄 브라운이 표절했다며 두 책을 모두 출판한 랜덤 하우스를 상대로 소송을 제기했었지만 영국 법원은 다빈치 코드가 표절을 하지 않았다고 판결했다.

## 대한민국 보수 개신교계의 입장
소설 다빈치코드가 한국어로 역간되자, 보수주의 개신교에서는 거세게 반발했다. 문제가 된 부분은 예수 그리스도와 막달라 마리아가 결혼하여 "사라"라는 딸을 낳고, 그 사라의 후손이 프랑크의 메로빙거 왕조의 왕과 신성 로마 제국의 황제 혈통으로 이어졌다는 내용이다.
2006년 4월 7일, 보수 개신교 단체 한국 기독교 총연합회에서 한국측 배급사, 소니 픽처스 릴리징 코리아에 대한 영화 다빈치 코드의 상영금지 가처분 소송을 대한민국 서울특별시 중앙 지방법원에 제출했다. 그러나, 지난 2006년 5월 16일, 서울특별시 중앙 지방법원 측은 영화 다빈치 코드가 기독교의 사상, 신자들의 믿음을 흔들 수 있는 어떠한 요소도 없다는 요지의 판결문을 통해 소송을 기각시켰다.  이에 대해 한기총측 등 기독교 단체들은 교리 희화화를 주장하며 재판부의 판결에 불복하여, 각 영화관마다 ‘다빈치 코드 안 보기’라는 운동을 통해 자신들의 입장을 관철시켜 나갔고 일반 영화 관람객과 반기독교주의자들의 비판과 마찰을 빚기도 했다. 개신교계 일부에서는 《다 빈치 코드 깨기》(원제: The Da vinci Deception,어원 루처 저, 이용복 역, 규장)등의 다빈치코드 비평서를 발간하기도 했다. 일부는 강연을 통해 다빈치 코드를 비판하기도 했다.

## 비판
개신교와 기독교 측에서는 예수가 결혼하지 않았다고 주장한다. 그들의 주장에 의하면 땅에 육체를 입고 온 예수의 사명은 단 하나, 사람들을 죄로 이끄는 '속이는 영'인 사단의 권세를 이기러, 죄없는 자신을 제물로 삼기 위해서였기 때문이다. 무엇보다 역사적 예수의 삶에 대한 가장 많은 이야기가 담긴 복음서에 그러한 기록이 없었기 때문이다. 막달라 마리아의 지위에 대해서 복음서에 따르면 다음과 같이 말할 수 있다.
막달라 마리아에 대해 네 복음서가 분명히 말하고 있는 것은, 자신을 죄에서 구원한 예수 그리스도에게 감사하여 그를 믿고 따르는 남매 마르다(친언니)와 죽었다 살아난 나사로(오빠) 중 막내였고, 그녀는 예수가 두 강도 사이에서 십자가형에 처해져 죽었을 때 그 곁에 있었던 사람들 중의 하나이며, 예수가 무덤에 묻히는 모습을 지켜 보았고, 부활절 아침 시체에 바를 향료를 가지고 무덤으로 찾아갔던 세 여자들 가운데 한 사람이었다는 것이다. 또 예수가 묻힌 무덤이 열려있는 것을 처음 본 사람이 막달라 마리아이다. 마태복음 등에 따르면, 그녀는 예수의 부활 소식을 사도들에게 알리기 위해 기쁜 마음으로 달려갔다.
반면에 성경이 아닌《성배와 잃어버린 장미: 다빈치 코드의 비밀》(ISBN 89-91124-17-8)에서 저자 마가렛 스타버드는 예수와 막달라 마리아가 결혼했던 것이 틀림없으며, 성배는 예수의 후손을 잉태한 막달라 마리아이며 남프랑스로 피신했다고 쓰고 있다. 마가렛 스타버드 자신도 책 서문에서 예수와 막달라 마리아의 결혼설을 반박하기 위한 글을 쓰기 위해 준비하다가 자기 자신이 그 설을 믿게 되었다고 쓰고 있다. 문제가 된 책은 《성혈과 성배》(ISBN 89-544-0342-5)이며, 이 책에 기반한 소설이 다빈치 코드다.

## 같이 보기
- 크립텍스(영어판)
- 영화판
- 《천사와 악마》
- 오푸스 데이
- 시온 수도회
- 성전 기사단
- 암호학
- 막달레나 마리아
- 레오나르도 다빈치
- 기호학
- 음모론